# یواس‌اس لارنس کانتی (ال‌اس‌تی-۸۸۷)
یواس‌اس لارنس کانتی (ال‌اس‌تی-۸۸۷) (به انگلیسی: USS Lawrence County (LST-887)) یک کشتی بود که طول آن ۳۲۸ فوت (۱۰۰ متر) بود. این کشتی در سال ۱۹۴۴ ساخته شد.